# Verwaltungsgemeinschaft Gernrode/Harz
In der Verwaltungsgemeinschaft Gernrode/Harz im Landkreis Harz waren anfänglich fünf und zuletzt noch zwei Gemeinden zur Erledigung ihrer Verwaltungsgeschäfte zusammengeschlossen. Die Verwaltungsgemeinschaft Gernrode/Harz bestand seit dem 1. Januar 1994. Bis zu ihrer Eingemeindung in die Stadt Thale gehörten auch die Gemeinden Friedrichsbrunn und Stecklenberg der Verwaltungsgemeinschaft an. Nach der Eingemeindung der drei verbliebenen Orte in die Einheitsgemeinde Quedlinburg wurde die Verwaltungsgemeinschaft zum 1. Januar 2011 aufgelöst. Am 19. Februar 2013 erklärte das Landesverfassungsgericht die Eingemeindung wegen eines Formfehlers im Anhörungsverfahren für verfassungswidrig und hob sie auf. Zum 1. Dezember 2013 wurde die Gemeinde Rieder aus der Verwaltungsgemeinschaft ausgegliedert und nach Ballenstedt eingemeindet. Am 1. Januar 2014 wurde die Verwaltungsgemeinschaft erneut aufgelöst und Bad Suderode und Gernrode wurden wieder in die Stadt Quedlinburg eingemeindet.

## Mitgliedsgemeinden
Zuletzt
- Bad Suderode
- Stadt Gernrode

Austritt zum 23. November 2009
- Friedrichsbrunn
- Stecklenberg

Austritt zum 1. Dezember 2013
- Rieder